# Casa Senyorial de Jumurda
La Casa Senyorial de Jumurda (en letó: Jumurdas muižas pils; en alemany: Schloss Neu-Schwanenburg) és una mansió a la regió històrica de Vidzeme, al Municipi d'Ērgļi del nord de Letònia.
Va ser construïda prop de 1856 en arquitectura eclèctica. Va patir actes de vandalisme durant la Revolució russa de 1905, la casa va ser restaurada el 1907. Després de 1929 va allotjar l'escola primària Jumurda durant molts anys. Els edificis immobiliaris i la casa senyorial s'estan renovant a poc a poc per crear un complex turístic hoteler.